# Никифор Мелиссин
Никифор Мелиссин (греч. Νικηφόρος Μελισσηνός; около 1045, Dorylaeum, Византия — 17 ноября 1104, Салоники, Византия) — политический и военный деятель Византийской империи. Верный сподвижник императоров Михаила VII Дуки и Алексея I Комнина.

## Биография
Происходил из рода Мелиссинов. Родился около 1045 года в городе Дорилее (Фригия). Его отец принадлежал к роду Бурцев, а мать — Мелиссинов . В 1065/66 году женился на представительнице знатного рода Комнинов Евдокии, которая была дочерью доместика схол Иоанна Комнина. Вскоре Никифор стал дукой Триадицы с титулом магистра.
В 1070 году в должности ипостратега (заместителя главнокомандующего) участвовал в военном походе во главе со своим шурином Мануилом Комнином против сельджуков в феме Армениакон. Византийцы потерпели сокрушительное поражение в битве при Севастии. Мелиссин вместе с Комнином попал в плен, но Мануил убедил военачальника, мамлюка Хризосковла, перейти на сторону империи. Поэтому Никифор Мелиссин вскоре вернулся в Константинополь. Вслед за этим в 1071—1076 годах был протопроедром и катепаном пограничной области на Балканах.
В 1077 году остался верен императору Михаилу VII во время восстания Никифора Вотаниата. В благодарность император назначил Мелиссина протопроедром и моностратегом фемы Анатолик. Но после победы Вотаниата, Никифора Мелиссина сослали на остров Кос.
В 1079 году он бежал в Малую Азию, где перетянул на свою сторону ряд городов, а также получил военную поддержку со стороны сельджуков. В начале 1080 года объявил себя императором. К осени того же года Мелиссин установил власть над западной и центральной частями Малой Азии. Для подавления мятежа император Никифор III отправил Алексея Комнина, но тот отказался выступать против шурина. Тогда против Мелиссина было отправлено войско во главе с евнухом Иоанном. В феврале 1081 года Никифор Мелиссин занял Никею, но вскоре оказался в окружении императорскими войсками. Он сумел отразить нападение и заставил противника отступить.
В марте 1081 занял город Хрисополь (на азиатском побережье Босфорского пролива). Здесь он узнал о начале восстания Алексея Комнина. Мелиссин предложил родственнику разделить империю, но Комнин отказался, предложив лишь титул цезаря. После некоторых размышлений Никифор Мелиссин согласился, сложив с себя титул императора. В это время Никифор III направил посланцев к Мелиссина с предложением занять Константинополь и стать императором, однако они не достигли Хрисополя, поскольку были перехвачены Георгием Палеологом, верным союзником Комнина.
После восшествия на трон Алексея Комнина Мелиссин получил титул цезаря, должность стратега Фессалоники, а также все доходы от этого города пожизненно. Вместе с тем в результате союза с сельджуками многие города в Ионии, Фригии, Галатии и Вифинии оказались в руках мусульман. В октябре 1081 года Никифор Мелиссин участвовал в битве при Диррахии, где норманны нанесли византийцам сокрушительное поражение, однако смог спастись. В 1083 году сыграл важную роль в битве при Ларисе. Облачившись в императорские одежды, Мелиссин встал в центре византийского войска, оттянув на себя основные силы итальянских норманнов, которые хотели захватить императора в плен. В это время настоящий император Алексей I нанёс внезапный удар с тыла и разбил вражеское войско.
С конца 1080-х годов воевал против печенегов. В 1087 году руководил левым флангом в битве при Дристре; византийцы потерпели поражение, а Мелиссин попал в плен. В том же году его выкупил император. Весной 1091 года отправился в Энос набирать солдат из болгар и валахов, но опоздал на один день к решающей битве с печенегами при Левунионе. В том же году участвовал в судебном заседании в Филиппополе, где рассматривалось обвинение, выдвинутое Адрианом Комнином против своего племянника протосеваста Иоанна Комнина (сын Исаака Комнина). Адриан обвинял его в заговоре с целью свержения императора Алексея I; в конце концов протосеваст Иоанн был оправдан.
В 1095 году вместе с Георгием Палеологом участвовал в отражении нападения половцев на центральную Болгарию. Умер 17 ноября 1104 года.